# Klyxum adii
Klyxum adii is een zachte koraalsoort uit de familie Alcyoniidae. De koraalsoort komt uit het geslacht Klyxum. Klyxum adii werd in 2010 voor het eerst wetenschappelijk beschreven door Benayahu & Perkol-Finke. 